# Poetas mateístas
Los poetas mateístas fueron un grupo de artistas callejeros que se dedicaron a pintar murales en la ciudad argentina de Bahía Blanca entre 1985 y 1994 con poemas propios y ajenos. También editaron la revista-mural Cuernopanza. El origen de su nombre proviene de la infusión rioplatense mate. Se autodefinían como «un grupo que publicaba y distribuía en la calle panfletos con poemas».
En sus inicios, utilizaban como única herramienta de trabajo el aerosol, pero luego incorporaron pinceles. En 1994 hicieron su última aparición, convocando a una "Pintada vecinal" que combinó pinturas, banderas, esculturas en hierro y poemas en más de 200 metros de pared y en la que participaron alrededor de 70 personas.
Los artistas que participaron de este movimiento fueron "El Turco" Sergio Espinoza o "El loco del pomo", Marcelo Díaz, Fabián Alberdi, Daniel Sewald, Omar Chauvié, Sergio Raimondi, Mario Ortíz y Silvia Gattari. También participaron Guillermina Prado, César Montangie, Judith Villamayor y Alicia Antich.
Si bien existen antecedentes en la literatura argentina, en particular la vanguardia de la década del '20 —la revista mural Prisma editada por Jorge Luis Borges y amigos o el Oliverio Girondo que voceaba sus Veinte poemas para ser leídos en tranvía—, la elección de las paredes como el espacio más adecuado para la circulación de los versos estuvo ligada, sin duda, al auge de la militancia política en la calle tras el retorno de la democracia en Argentina, después de la dictadura militar (1976-1983). 
Los mateístas acompañaban la pintada de sus poemas con eslóganes como "Poesía es salú", "Tómese una poesía" (aludiendo al vínculo entre “leer un poema” y “tomarse un mate”), o simplemente con versos leídos desde una rotunda efectividad: “Hay otro mundo y está en este” (Paul Eluard); “Poesía: / perdonáme por haberte hecho comprender / que no estás hecha / sólo de palabras” (Roque Dalton). Esta convicción política de la poesía respondía al menos a dos lecturas: por un lado, el gesto surrealista de André Breton en su versión conjugada de Arthur Rimbaud y Lenin (“Hay que atreverse a vivir la poesía”), con el lema “La poesía debe ser hecha por todos” del conde de Lautréamont; por otro, la apuesta pública de ciertos poetas argentinos de la década de 1960, como Francisco Urondo o Miguel Ángel Bustos (quien hablaba, según recuerda Alberto Szpunberg, de “una poesía que sea tan natural como el aire”). 